# Wapen van Rozenburg
Het wapen van Rozenburg werd op 24 juli 1816 aan de toenmalige Zuid-Hollandse gemeente Rozenburg toegekend. De gemeente bestond tot 2010 en is sindsdien een deelgemeente van Rotterdam. Omdat de gemeente Rotterdam groter is, is het wapen van Rotterdam niet aangepast aan de nieuwe situatie en is het wapen van Rozenburg als gemeentewapen komen te vervallen.
Het manuscript Belaerts van Blokland geeft een ander wapen: dat is van zilver met daarop alleen een rode roos met een groene knop. Ook dat wapen is, net als dit wapen, sprekend.

## Blazoenering
De blazoenering van het gemeentewapen luidt als volgt:
Zijnde van Goud, beladen met 2 Pals van Keel, op die ter regterzijde 2 rozen van Goud, op die ter linker een toren van Zilver.
Het wapen is goud van kleur met daarop twee rode palen (verticale banen). Op de heraldisch rechterpaal, dus voor de toeschouwer links, zijn twee gouden rozen aangebracht en op de linkerpaal een toren of burcht. Hierdoor betreft het een sprekend wapen. Hoewel niet vermeld, wordt het geheel getopt door een kroon bestaande uit in totaal 15 parels. 12 parels naast elkaar en drie parels staande daarop.

## Herkomst
De verschillende onderdelen hebben allemaal zo hun eigen herkomst, te weten:
- De rozen zijn herleid van de (rozen)tuin van de burcht van de familie Wassenaar.
- De burcht is te herleiden naar de burcht van de familie Wassenaar
- De kleuren van het schild, goud en rood, zijn afkomstig van de wapens van de graven van Holland.

## Vergelijkbare wapens
Het wapen van Rozenburg werd ook gebruikt in het derde kwartier van het wapen van de Brielse Dijkring.